# Panurginus atramontensis
Panurginus atramontensis là một loài Hymenoptera trong họ Andrenidae. Loài này được Crawford mô tả khoa học năm 1926.